# Mani in alto
Mani in alto (tdl. ‘Manos arriba’; en francés: En pleine bagarre, lit. 'En medio de una pelea') es una película de comedia criminal ítalo-francesa de 1961 dirigida por Giorgio Bianchi y protagonizada por Renato Rascel y Eddie Constantine.

## Argumento
Renato Micacci, un policía italiano, es enviado a París para arrestar a Felice Esposito, un criminal italiano que huyó al extranjero.

## Reparto
- Renato Rascel como Renato Micacci.
- Eddie Constantine como Felice Esposito.
- Dorian Gray como Pupina Micacci.
- Fabienne Dali como Gianna.
- Pierre Grasset como Jack, el americano.
- Raoul Delfosse como Pompon.
- Mario Frera como Comisario Treta.
- Benedetta Rutili como Una bailarina.
- Renato Maddalena como Inspector jefe.
- Vando Tress como Alto comisionado.
- Robert Dalban
- Sylva Koscina
- Georges Lycan
- Magali Noël